# Anodowanie

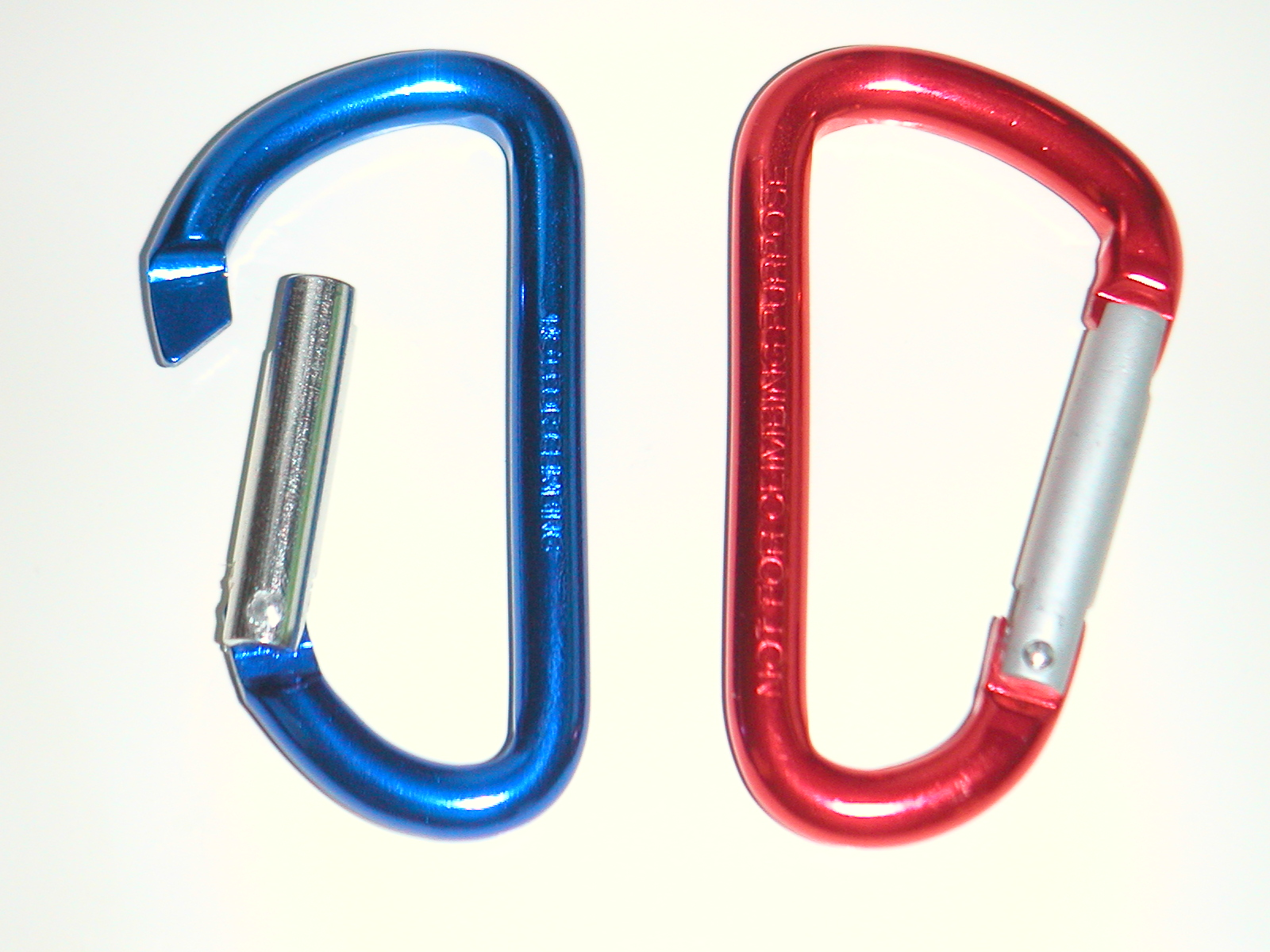
Karabinki zabezpieczone metodą anodowania i barwione

Anodowanie (eloksacja, od „elektrolityczna oksydacja”) – powierzchniowa obróbka metali polegająca na elektrolitycznym wytworzeniu warstwy tlenku. Anodowanie stosuje się głównie w stosunku do aluminium i jego stopów, ale może być także stosowane do niektórych odmian stali, tytanu i stopów magnezu. W przypadku anodowania aluminium można spotkać się z terminem eloksalacja (od „elektrolityczna oksydacja aluminium”). Dodatki stopowe w stopach glinu pogarszają wygląd anodowanego przedmiotu, a przy ich dużej ilości mogą całkiem uniemożliwić przeprowadzenie procesu.
Anodowanie stosuje się w trzech celach:
- do antykorozyjnego i mechanicznego zabezpieczenia powierzchni metalu
- w celach zdobniczych – anodowane stopy aluminium uzyskują charakterystyczną fakturę, a poprzez dodawanie do elektrolitu substancji barwiących można uzyskiwać na powierzchni trwałe, nieścieralne powłoki kolorowe.
- w celu wytworzenia warstwy izolacyjnej na folii aluminiowej, którą można potem stosować do produkcji kondensatorów

Przedmiot w kąpieli elektrolitycznej spełnia funkcję anody, elektrolitem najczęściej jest kwas siarkowy. Podczas elektrolizy, po przyłożeniu do elektrod napięcia stałego 12–20 V, wydziela się tlen, który reagując z metalem, tworzy przeźroczystą powłokę tlenku.
Typy anodowania:
Anodowanie typu I
Warstwę tlenku wytwarza się przez kąpiel w roztworze kwasu chromowego jako elektrolitu. Polecane, kiedy przedmiot, ze względu na skomplikowaną powierzchnię, stwarza ryzyko uwięzienia elektrolitu. Często stosowane przy anodowaniu odlewów. Powłoka tlenkowa w 50% wrasta w element i 50% wyrasta ponad jego powierzchnię. Powłoka jest cienka i ciemna, ale twardsza od powłoki tej samej grubości powstałej w wyniku anodowania typu II.
Anodowanie typu I można podzielić na następujące podtypy:
- Typ I – anodowanie w kwasie chromowym
- Typ I B – anodowanie w kwasie chromowym przy użyciu obniżonego napięcia.
- Typ I C – anodowanie w kwasach innych niż chromowy. Stosowane jako alternatywa dla typu I i IB, np. metoda Boeinga polega na anodowaniu w kwasie bornym.

Anodowanie typu II
Warstwę tlenku wytwarza się przez kąpiel w roztworze kwasu siarkowego jako elektrolitu. Jest to najbardziej rozpowszechniony rodzaj anodowania. Powłoka jest dość gruba i odporna na ścieranie. Powłoka tlenkowa w 1/3 wyrasta ponad element, a w 2/3 wrasta w niego. Powłoka typu II jest dość jasna i porowata, co ułatwia barwienie anodowanych przedmiotów.
Anodowanie typu III
Warstwę tlenku wytwarza się przez kąpiel w roztworze kwasu siarkowego jako elektrolitu. Kwas jest bardziej stężony niż w anodowaniu typu II, a temperaturę utrzymuje się w granicach od −3 do 0 °C. Początkowo stosuje się napięcie około 12 V, następnie stopniowo podnosi się je do około 60 V. Gęstość prądu wynosi początkowo 2,5 A/dm² i stopniowo podnosi się ją do ok. 3,5 A/dm². Często dodatkiem do roztworu kwasu siarkowego jest kwas szczawiowy.
Powłoka tlenkowa penetruje w 50% i w 50% wystaje ponad oryginalną powierzchnię elementu.
Powierzchnia części anodowanych w typie III zyskuje twardość ok. 65 w skali Rockwella i jest znacznie twardsza niż w typie II. Jej twardość odpowiada hartowanej stali węglowej i jest z tego powodu nazywana anodowaniem twardym.
Anodowanie twarde typu III można podzielić na dwie klasy:
- klasa 1 – niebarwione
- klasa 2 – barwione.

Przedmioty anodowane w procesie typu III można impregnować warstwą PTFE, co bardzo poprawia odporność na ścieranie. Ten typ wykończenia stosuje się np. w zaworach, tłokach, przekładniach, wyposażeniu wojskowym (np. latarki taktyczne, celowniki optyczne i kolimatorowe, laserowe wskaźniki celu).
Powłoki typu I i typu II można łatwo wykonać w warunkach domowych (choć ze względu na konieczność pracy ze stężonymi kwasami zalecana jest szczególna ostrożność). Anodowanie typu III jest trudne do wykonania w warunkach domowych.